# گیرنده NMDA
گیرنده‌های NMDA (به انگلیسی: NMDA receptor) یکی از انواع گیرنده‌های گلوتاماتی هستند و نوعی کانال یونی نیز محسوب می‌شوند. این گیرنده‌ها در نورون‌ها یافت می‌شود. گیرنده NMDA یکی از سه نوع گیرنده گلوتامات یونوتروپیک است و آن دو نوع دیگر، گیرنده‌های AMPA و گیرنده کاینات نام دارند. بسته به ترکیب زیر واحدهای گیرنده‌های NMDA، نوع لیگاندهای آن گلوتامات، گلیسین یا دی‌سرین هستند. با این حال، اتصال لیگاندها معمولاً برای باز کردن کانال‌های این گیرنده‌ها کافی نیستند زیرا ممکن است توسط یون‌های Mg² مسدود بشوند که در آن صورت این یون‌ها فقط زمانی از گیرنده‌ها جدا می‌شوند که نورون‌ها به اندازه کافی دپلاریزه شوند؛ بنابراین، این گیرنده‌های کانالی به‌عنوان یک «ردیاب تصادفی» عمل می‌کنند و تنها زمانی که هر دوی این شرایط برآورده شوند، کانال‌ها باز می‌شوند و به یون‌های دارای بار مثبت (کاتیون‌ها) اجازه می‌دهند تا از غشای سلول عبور کنند.
گمان می‌شود که گیرنده NMDA برای کنترل انعطاف‌پذیری سیناپسی و میانجگری عملکردهای یادگیری و حافظه بسیار مهم است.

## ساختار
گیرنده‌های NMDA هتروتترامرهایی هستند که از دو زیرواحد GluN1 و دو زیرواحد GluN2 تشکیل شده‌اند. یک آمینواسید GluN1، چهار GluN2 و دو GluN3 برای ساخت این گیرنده‌ها از روی ژن‌هایشان بیان می‌شوند و هر زیرواحد ممکن است بیش از یک نوع پیوند تولید کند.

### زیرواحدها
- GluN1
  - GRIN1
- GluN2
  - GluN2A – GRIN2A
  - GluN2B – GRIN2B
  - GluN2C – GRIN2C
  - GluN2D – GRIN2D
- GluN3
  - GluN3A – GRIN3A
  - GluN3B – GRIN3B

## عملکرد
گیرنده NMDA یونوتروپیک است، به این معنی که پروتئینی است که اجازه عبور یون‌ها را از غشای سلولی می‌دهد. گیرنده NMDA به این دلیل نامگذاری شده است که مولکول آگونیست یعنی همان(N-methyl-D-aspartate (NMDA)) به‌طور انتخابی به آن متصل می‌شود و نه به سایر گیرنده‌های گلوتامات. فعال‌سازی گیرنده‌های NMDA منجر به باز شدن کانال یونی می‌شود که نسبت به کاتیون‌ها غیرانتخابی عمل می‌کند و باعث بازگشت اختلاف پتانسیل داخل سلول به نزدیک صفر میلی‌ولت می‌شود. در حالی که باز و بسته شدن کانال یونی عمدتاً به اتصال لیگاند وابسته است اما جریان باز و بسته شدن این نوع از گیرنده‌های کانالی وابسته به ولتاژ است. یون‌های خارج سلولیِ منیزیم (Mg²) و روی (Zn²) که به‌طور اختصاصی بر روی گیرنده جایگاه اتصال دارند، می‌توانند باعث جلوگیری از فعالیت کانال شوند و حتی از عبور کاتیون‌های دیگر در کانال یونی باز نیز جلوگیری کنند. جریان وابسته به ولتاژ یون‌های سدیم (Na)، کلسیم (Ca²) و پتاسیم (K) به داخل و خارج سلول با دیپولاریزاسیون سلول امکان‌پذیر می‌شود که در این حالت یون‌های Mg² و Zn² از جایگاه‌های اتصال‌شان حذف می‌شوند. شارش Ca² از طریق گیرنده‌های NMDA به ویژه در انجام سیناپس، مکانیزم سلولی برای یادگیری و حافظه؛ به دلیل پروتئین‌هایی که به یون‌های Ca² متصل می‌شوند و توسط آن فعال می‌شوند، حیاتی است.

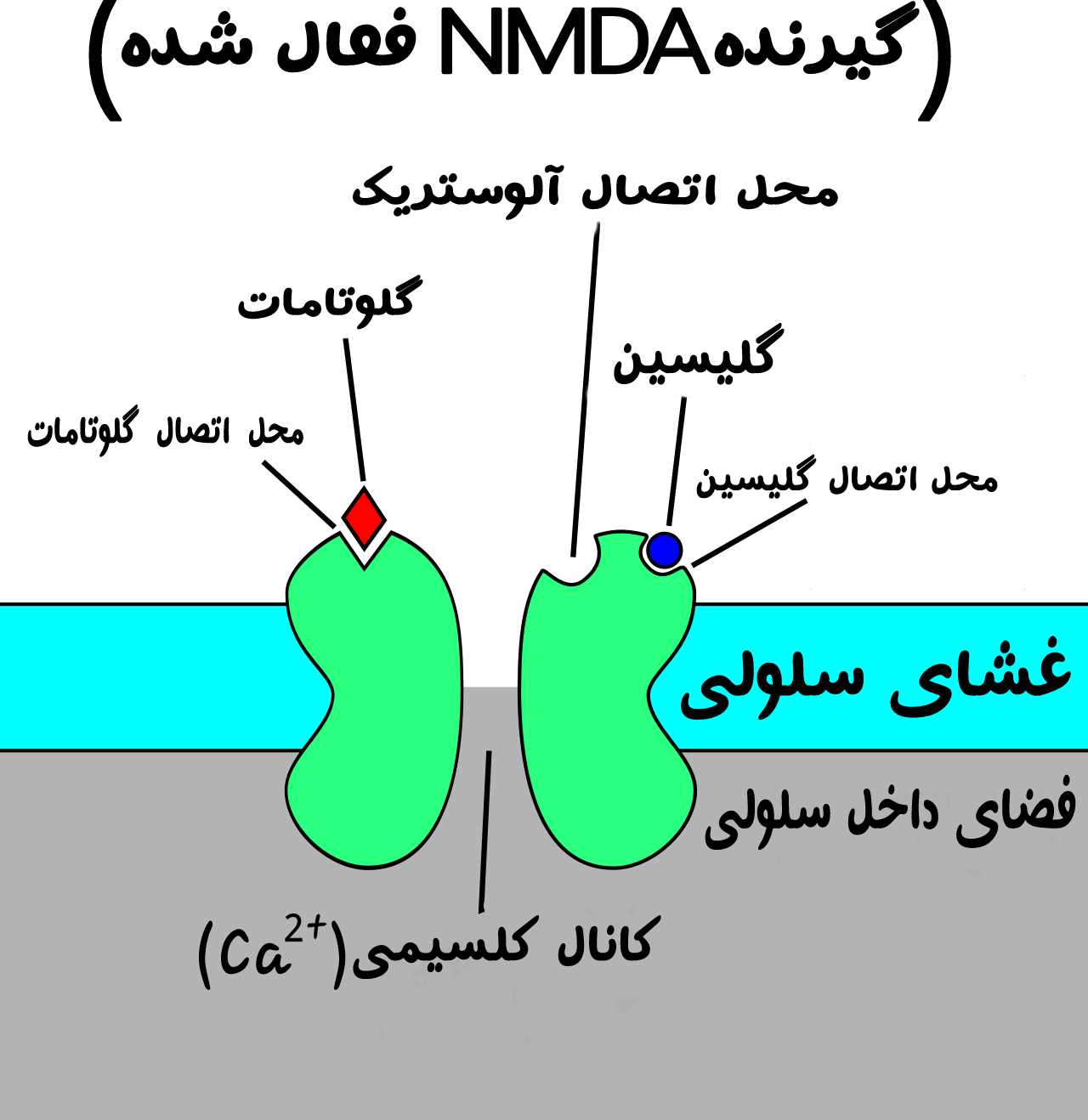
تصویری شماتیک از گیرنده NMDA فعال شده که گلوتامات در محل اتصال گلوتامات و گلیسین در محل اتصال گلیسین قرار دارد و محل اتصال آلوستریک نیز که عملکرد گیرنده را هنگام اتصال به لیگاند تعدیل می‌کند، اشغال نشده است. گیرنده‌های NMDA به اتصال دو مولکول گلوتامات یا آسپارتات و دو مولکول گلیسین نیاز دارند تا فعال شوند.

### فعالیت زیاد یا کم گیرنده‌های NMDA
فعالیت گیرنده NMDA توسط بسیاری از داروهای روانگردان مانند فن‌سیکلیدین (PCP)، الکل (اتانول) و دکسترومتورفان (DXM) مختل می‌شود. اثرات بیهوشی و ضد درد داروهای کتامین و نیتروژن اکسید نیز تا حدی به دلیل اثرات آنها در مختل کردن فعالیت گیرنده NMDA است. در مقابل، فعال‌سازی بیش از حد گیرنده NMDA توسط آگونیست‌های NMDA، غلظت سیتوزولی کلسیم و روی را افزایش می‌دهد، که به‌طور قابل‌توجهی به مرگ عصبی کمک می‌کند، اثری که توسط کانابینوئیدها جلوگیری می‌شود، این فرایند به واسطه فعال شدن گیرنده CB1، که منجر به فعال شدن پروتئین HINT1 برای مقابله با سموم می‌شود، انجام می‌گیرد. تمام این فرایند علاوه بر جلوگیری از سمیت عصبی ناشی از مت‌آمفتامین از طریق مهار بیان سازندهٔ نیتریک اکسید (nNOS) و فعال سازی آستروسیت، به ترتیب از طریق مکانیسم‌های وابسته به CB1 و مستقل از آن، آسیب مغزی ناشی از متامفتامین را کاهش می‌دهد و احتمالاً مهار مت‌آمفتامین به آستروسیتوز القا می‌شود. این عمل نیز از طریق مکانیسم وابسته به گیرنده CB2 برای THC رخ می‌دهد. از سال ۱۹۸۹، ممانتین به عنوان یک آنتاگونیست غیررقابتی گیرنده NMDA کشف شده است، این ماده پس از فعال شدن وارد کانال گیرنده می‌شود و در نتیجه جریان یون‌ها را مسدود می‌کند.
فعال شدن بیش از حد این گیرنده، باعث هجوم بیش از حد Ca² می‌شود که می‌تواند منجر به سمیّت تحریکی شود که به‌طور ضمنی در برخی از اختلالات زوال عصبی دخیل است؛ بنابراین، مسدود کردن گیرنده‌های NMDA از نظر تئوری می‌تواند در درمان چنین بیماری‌هایی مفید باشد. با این حال، کم‌کاری گیرنده‌های NMDA (به دلیل کمبود گلوتاتیون یا دلایل دیگر) ممکن است در اختلال شکل‌پذیری سیناپسی نقش داشته باشد و می‌تواند پیامدهای منفی دیگری نیز داشته باشد. مشکل اصلی استفاده از آنتاگونیست NMDA برای محافظت عصبی این است که اعمال فیزیولوژیکی گیرنده NMDA برای عملکرد طبیعی نورون ضروری است. برای اینکه آنتاگونیست‌های NMDA از نظر بالینی مفید باشند، باید فعال‌سازی بیش از حد را بدون تداخل با عملکردهای طبیعی مسدود کرد که ممانتین این خاصیت را دارد.

## تاریخچه
کشف گیرنده‌های NMDA با ساخت و مطالعه دربارهٔ N-methyl-D-aspartic acid (NMDA) در دهه ۱۹۶۰ توسط جف واتکینز همکارانش دنبال شد. در اوایل دهه ۱۹۸۰، نشان داده شد که گیرنده‌های NMDA در چندین مسیر سیناپسی بخش عصبی مرکزی درگیر هستند. زیرواحدهای گیرنده NMDA اوایل دهه ۱۹۹۰ کشف شد که منجر به شناسایی کلاس جدیدی از ترکیبات شد که به‌طور انتخابی می‌توانستند زیرواحد NR2B را مهار کنند. این یافته‌ها منجر به شروع رقابت‌های جدیدی در عرصه صنعت داروسازی شد. از این رو کشف شد که گیرنده‌های NMDA با انواع اختلالات عصبی مانند صرع، پارکینسون، آلزایمر، بیماری هانتینگتون و سایر اختلالات دستگاه عصبی مرکزی مرتبط هستند.
در سال ۲۰۰۲، توسط هیلمار بادینگ و همکارانش کشف شد که پیامدهای سلولی تحریک گیرنده NMDA به موقعیت گیرنده در سطح سلول عصبی بستگی دارد. گیرندهای NMDA سیناپس‌های بیان ژن و رویدادهای مرتبط با مومسانی و محافظت عصبی اکتسابی را ترویج می‌کنند.
گیرنده‌های NMDA فراسیناپسی سیگنال‌های مرگ یاخته‌ای را القاء می‌کنند. آنها باعث غیرفعال شدن رونویسی، اختلال عملکرد میتوکندری و از هم گسیختگی ساختاری می‌شوند. این سه‌گانه پاتولوژیک سیگنال دهی گیرنده NMDA خارج سیناپسی نشان دهنده یک نقطه تبدیل مشترک در علت‌شناسی چندین بیماری تخریب کننده عصبی حاد و مزمن است. اساس مولکولی برای سیگنال دهی گیرنده NMDA خارج سیناپسی سمّی توسط هیلمار بادینگ و همکارانش در سال ۲۰۲۰ کشف شد. گیرنده‌های NMDA خارج سیناپسی با پروتئین TRPM4 یک فرایند سیگنال مرگ یاخته‌ای را تشکیل می‌دهند. مهارکننده‌های رابط تعاملی NMDAR/TRPM4 (که همچنین به عنوان مهارکننده‌های رابط نیز شناخته می‌شوند) می‌توانند گیرنده‌های NMDA خارج سیناپسی را سم‌زدایی کنند و در ادامه فرایند مرگ سلولی را آغاز کنند.
یک یافته اتفاقی در سال ۱۹۶۸ هنگامی که زنی درحال مصرف آمانتادین به عنوان داروی آنفولانزا بود و بهبود قابل توجهی از علائم پارکینسون خود را تجربه کرد، به دست آمد. این یافته که توسط دانشمندی به نام شواب و همکارانش گزارش شد و این آغازی برای شیمی دارویی و تولید مشتقات آدامانتان در زمینه بیماری‌های مؤثر بر دستگاه عصبی مرکزی بود. قبل از این یافته، ممانتین، یکی دیگر از مشتقات آدامانتان، توسط الی لیلی در سال ۱۹۳۶ ساخته شده بود. هدف این بود که یک داروی کاهش دهنده قند خون تولید کند، اما چنین اثر بخشی را نشان نداد. تا اینکه در سال ۱۹۷۲ اهمیت درمانی ممانتین برای درمان اختلالات عصبی کشف شد. از سال ۱۹۸۹ ممانتین به عنوان یک آنتاگونیست غیررقابتی گیرنده NMDA شناخته شد.